# Nils Dardel
Nils Dardel (també conegut com a Nils de Dardel, Bettna, Södermanland (actualment Comtat de Södermanland), 25 d'octubre de 1888 - Nova York, 25 de maig de 1943) fou un pintor postimpressionista suec del segle xx, net del pintor Fritz von Dardel.

## Biografia

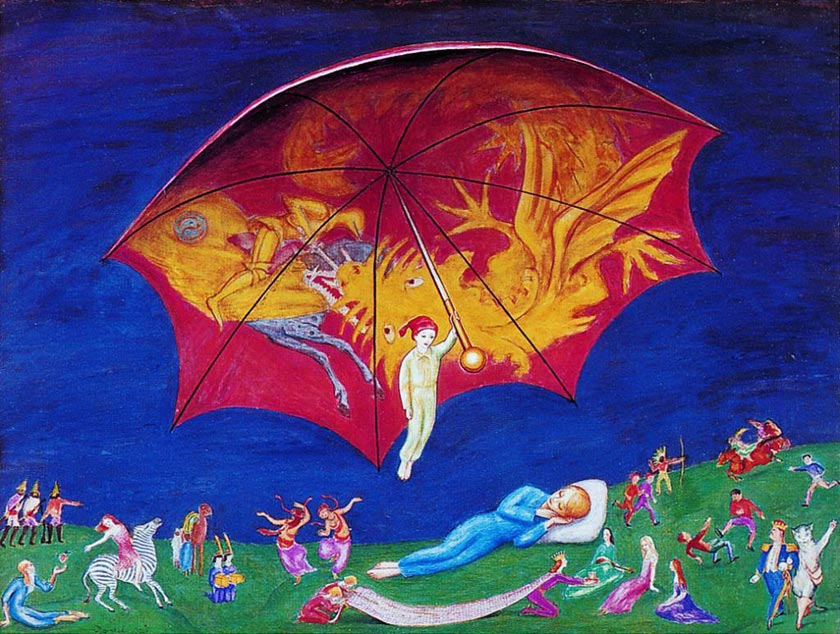
John Blund (1927)

Dardel va néixer a Bettna, Södermanland, Suècia, el 1888 i va estudiar a la Reial Acadèmia sueca d'Arts a Estocolm entre 1908 i 1910. Algunes de les seves pintures més conegudes són Den döende dandyn, Delicte Passionnel, Svarta Diana i John blund.

### Vida familiar
Va néixer en la família noble sueca von Dardel, fill del terratinent Fritz August von Dardel i de Sofia Matilda Norlin. El seu avi era el pintor suec Fritz von Dardel, adjudant del més tard rei Carles XV de Suècia i membre de la Reial Acadèmia sueca d'Arts a Estocolm, on Nils més tard va estudiar entre 1908 i 1920, i de què finalment esdevingué membre el 1934.
El 1919 va proposar matrimoni a Nita Wallenberg, però el seu pare, un diplomàtic suec, va desaprovar Dardel i el matrimoni no es va realitzar. Aquest fet es va relacionar amb la creació de la seva obra Exekution (Execució), la qual és entesa com un símbol del rebuig.
Va estar casat amb l'autora Thora Dardel (1899-1995, nascuda a Klinckowström), des de 1921 fins a 1934 amb qui van tenir una filla, Ingrid von Dardel (1922–1962). A la vegada, els fills d'Ingrid, Henry Unger (1945, pare Gustav Unger) i Nils Ekwall (1954, pare Lage Ekwall) van ser també actius artistes suecs.
Després del matrimoni amb Thora, Nils va conèixer el 1930 Edita Morris (1902–1988, nascuda a Toll), una escriptora sueca amb qui va compartir la resta de la seva vida.

### París

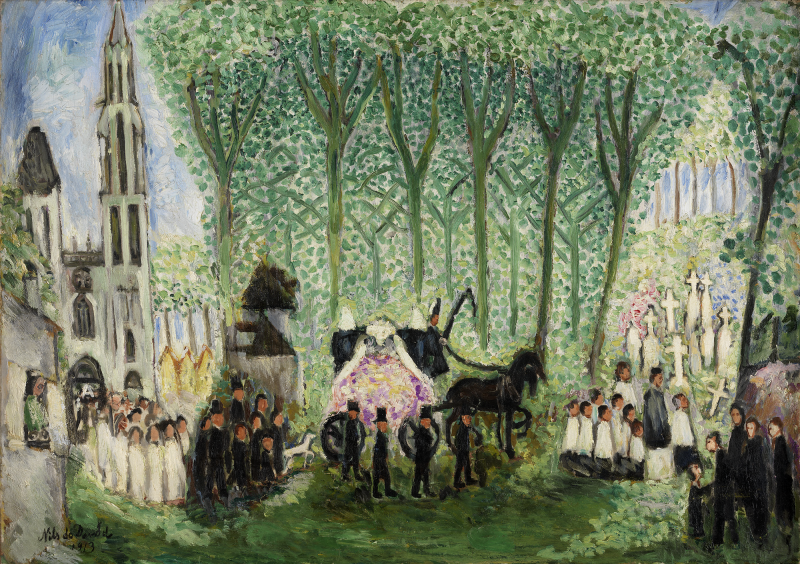
Obra de Dardels (1913) Begravning i Senlis ('Funeral a Senlis')

Després d'estudiar a Suècia, va fer com molts dels seu contemporanis i va viatjar a París al voltant de 1910, igual que els artistes Leander Engström, Isaac Grünewald, Einar Jolin i Sigrid Hjerten, que es van  convertir en estudiants d'Henri Matisse. Dardel va agafar la inspiració del fauvisme amb la seva paleta pura, el postimpressionisme, així com la xilografia japonesa. També va fer una breu incursió en el cubisme, i va pintar uns quants paisatges urbans en aquest estil.

#### Postimpressionisme
Dardel va explorar el puntillisme, utilitzant colors forts juntament amb motius molt clars. Begravning i Senlis ('Funeral en Senlis') de 1913 tipifica aquest estil i va ser pintat mentre Dardel visitava la ciutat medieval de Senlis. Una altra pintura primerenca fou el retrat del comerciant d'art alemany Alfred Flechtheim. En el transcurs de la seva vida, va pintar éssers humans, concentrant-se en retrats o pintures de grups de persones principalment.

#### Ballets Suédois

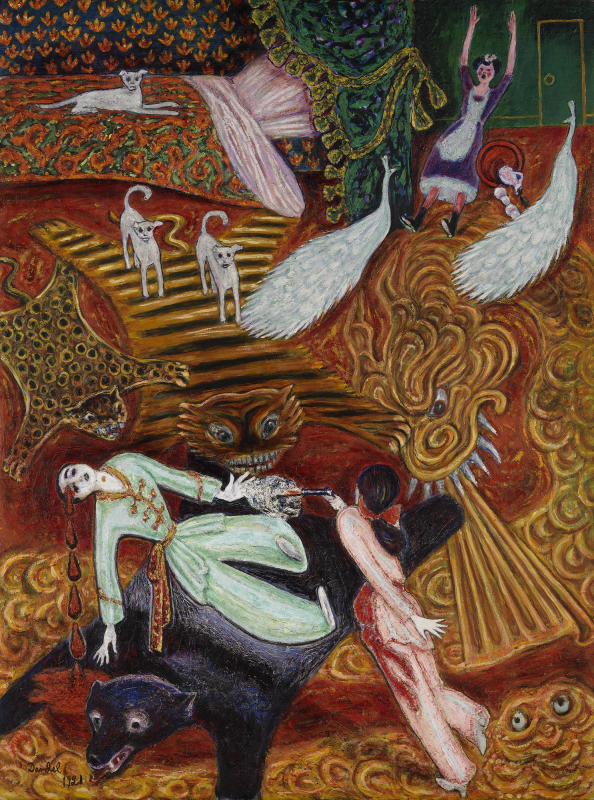
Delicte passionel, una de les pintures de Dardel dels Ballets Suédois

Després de viure a París durant tres anys, Dardel i Rolf de Maré esdevingueren amics. Maré més tard crearia els Ballets Suédois, que van actuar a París entre 1920 i 1925. L'amistat va beneficiar Dardel perquè Maré fou el seu benefactor d'art, i també fou fructífera per a la companyia de dansa de Maré.
A l'inici de la dècada de 1920 Dardel va crear un nombre d'obres basades en escenaris que han estat relacionats amb croquis de teatre o pel·lícules. Dardel també va crear escenaris per a Midsummer Wake (música d'Hugo Alfvén) i Maison de Fous (un drama de ball amb composicions de Viking Dahl). Delicte passionnel ('Delicte de passió') de 1921 és típic de les pintures de Dardel d'aquesta etapa.

### Viatges

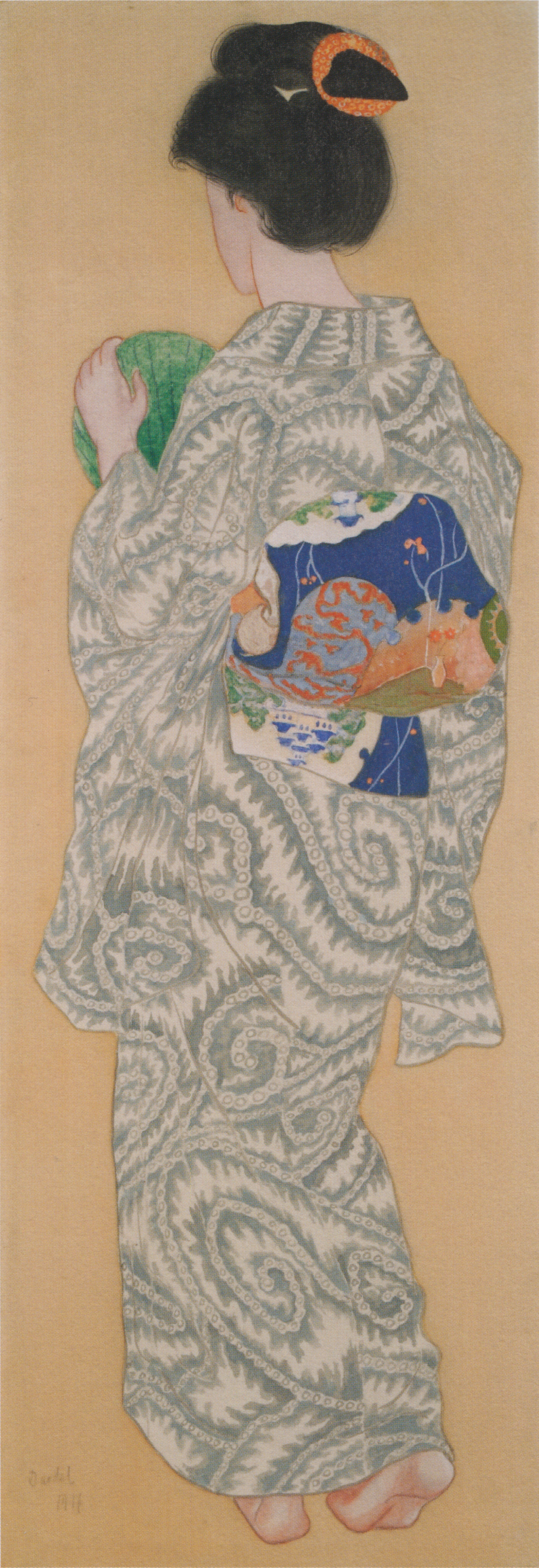
Japanska (med rygg mot betraktaren), Dona japonesa (d'esquenes a l'espectador), influència de la visita al Japó el 1917

Nils fou un prolífic viatger; agafà influències i motius de països diferents.

### Anys més tardans
Dardel va viure una vida nòmada, viatjant lluny i sense restar en cap lloc. Molts dels seus retrats són de persones i llocs que va conèixer al llarg dels seus viatges. Va ser conegut per ser autodestructiu.
No apreciat al llarg de la seva vida, la seva ruptura amb Suècia va venir simultàniament amb el trencament de Segona Guerra Mundial a Europa, en el temps quan Liljevalchs konsthall va mostrar una retrospectiva de la vida i obra de Dardel.

## Llegat

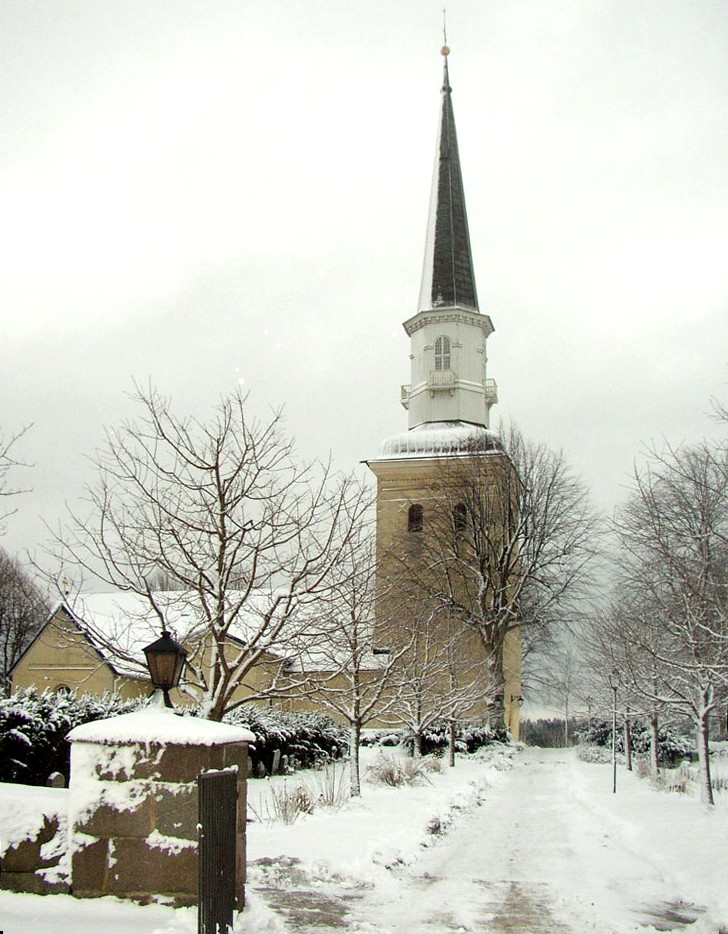
Església Ekerö a Estocolm

Nils va morir a Nova York el 1943, i va ser enterrat a Ekerö, el cementiri exterior d'Estocolm.
La seva obra s'exposa en museus i galeries com el Nationalmuseum, el Göteborgs konstmuseum, el Malmö konstmuseum, la Nasjonalgalleriet i el Waldermarsudde. La seva obra Självporträtt ('Autoretrat') i Visit hos en excentrisk dam ('Visita a una senyora excèntrica') van ser presentades en un segell suec el 1988, en la sèrie Svenska konstnärer i Paris ('artistes suecs a París').
L'obra Den döende dandyn (Dandi morint) de 1918 va ser venuda dues vegades a preus rècord a Bukowskis, Estocolm; primer el 1984 per 3,4 milions de kronor i un altre cop el 1988 per 13 milions de kronor. Simultàniament, l'obra va prendre una funció icònica en el moviment gai suec dels 1980.

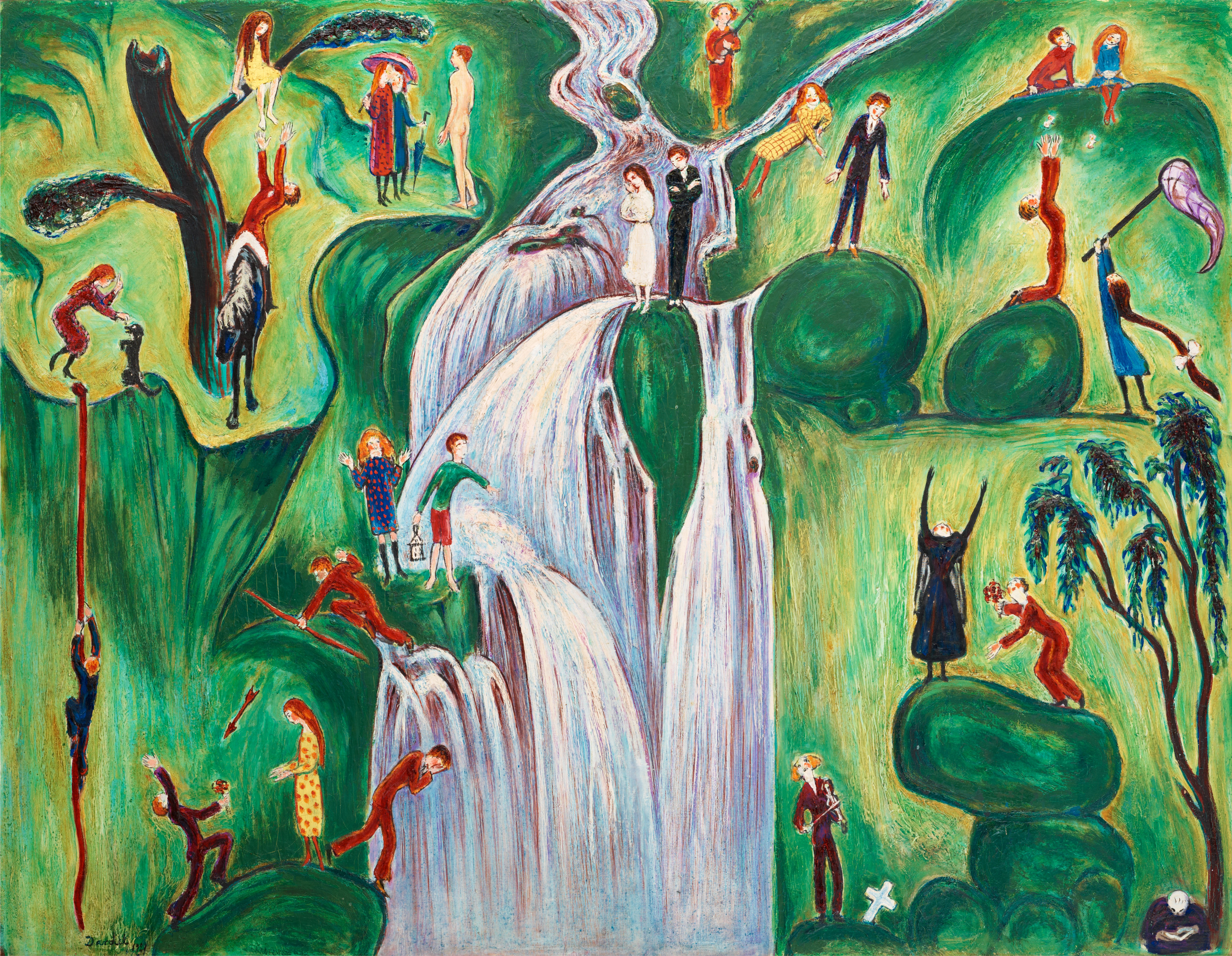
Vattenfallet, 1921, es va vendre el 2012 per 25 milions kronor

La pintura Vattenfallet (La cascada) es va vendre per 25 milions de kronor el 2012 i fou la pintura sueca modernista més cara mai venuda. El comprador fou una persona anònima. Aquesta compra va substituir el rècord anterior de l'obra Dandy morint.

## Obra

### 1900s

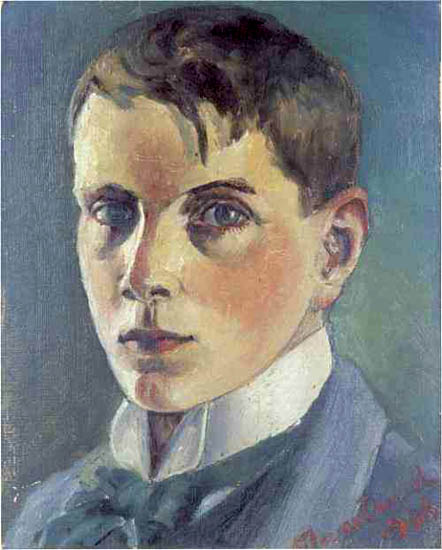
Autoretrat, 1906
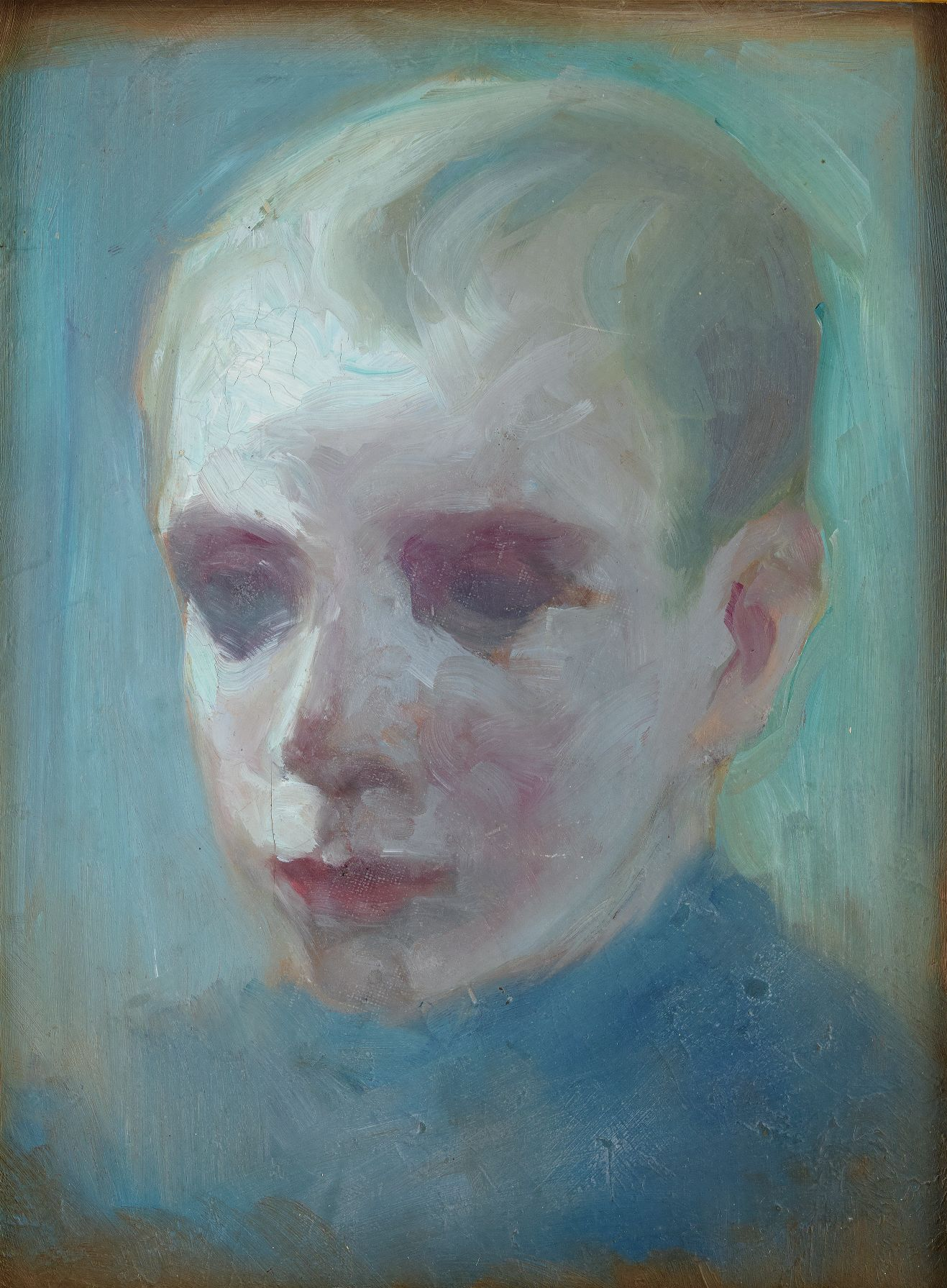
Gosshuvud, 1908
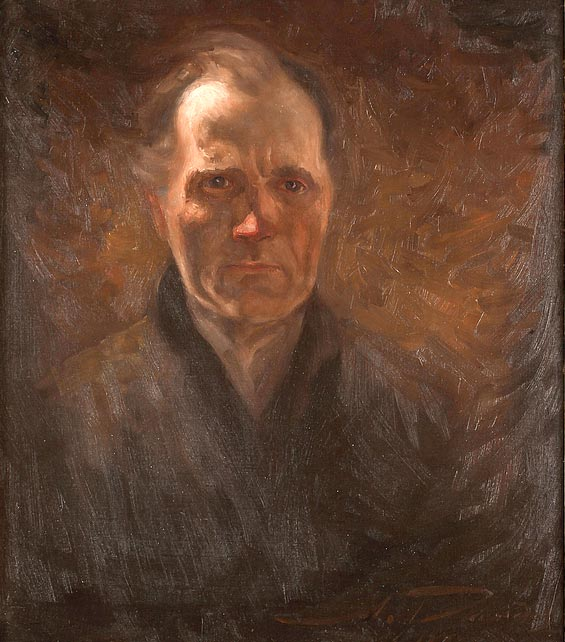
Mansporträtt, Retrat d'un home, 1908
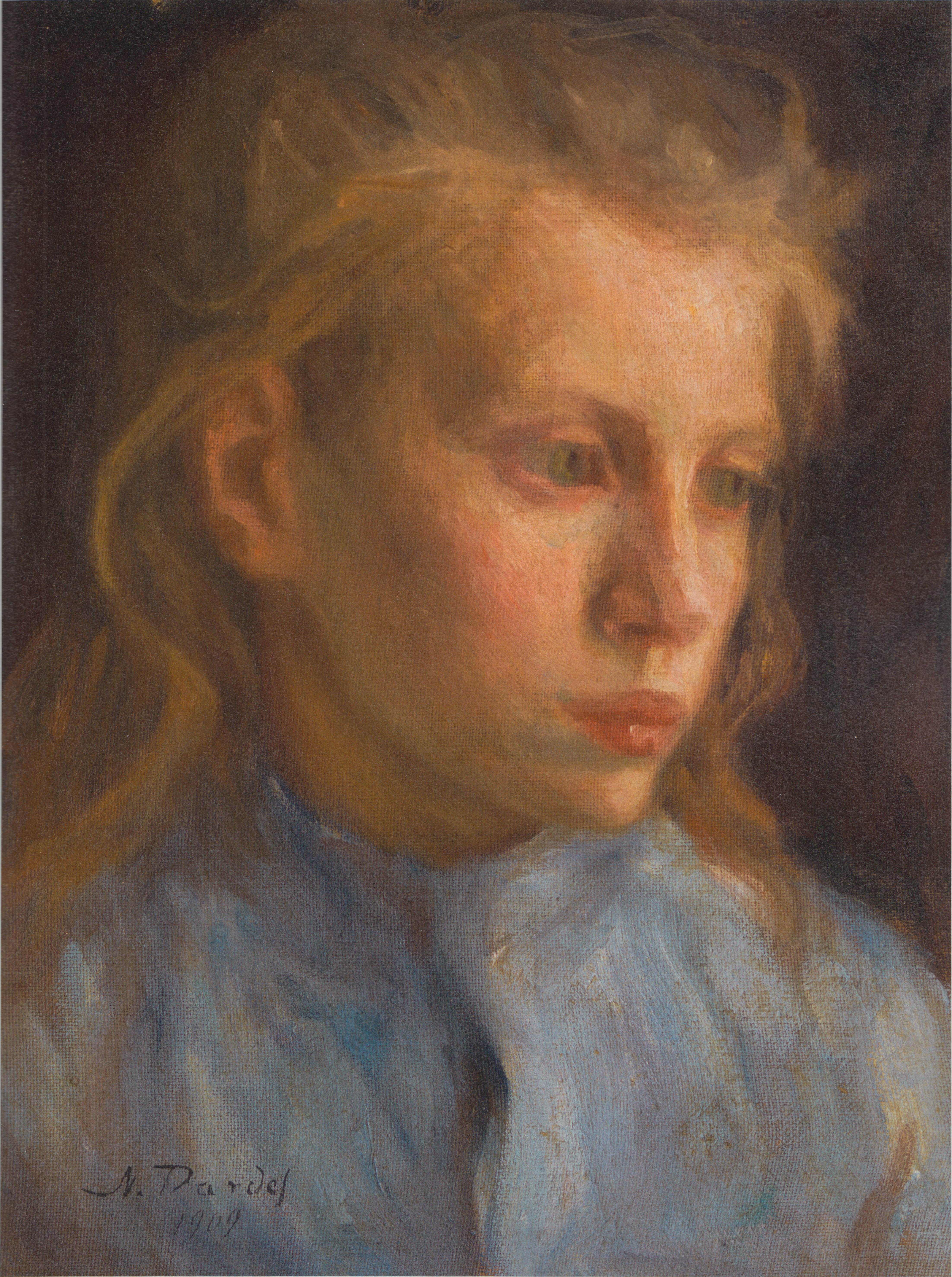
Torparflicka, Grangera, 1909

### 1910s

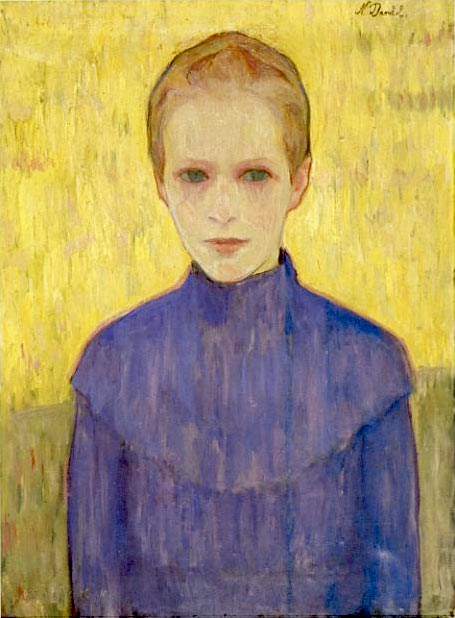
Flicka i blå klänning, Noia amb vestit blau, 1910
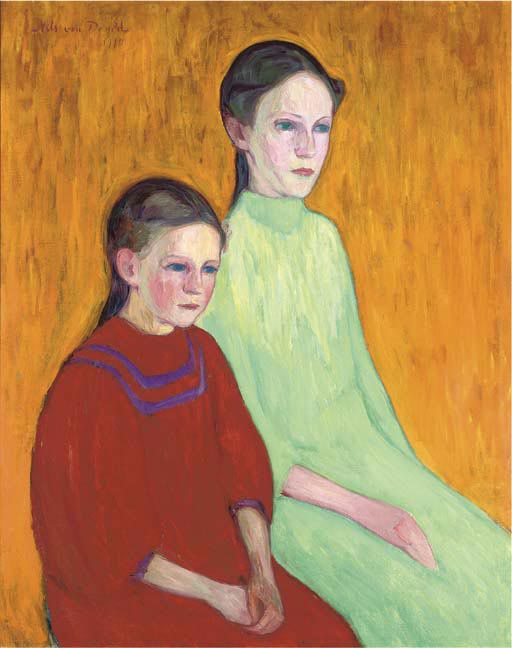
Två flickor, Dues noies, 1911
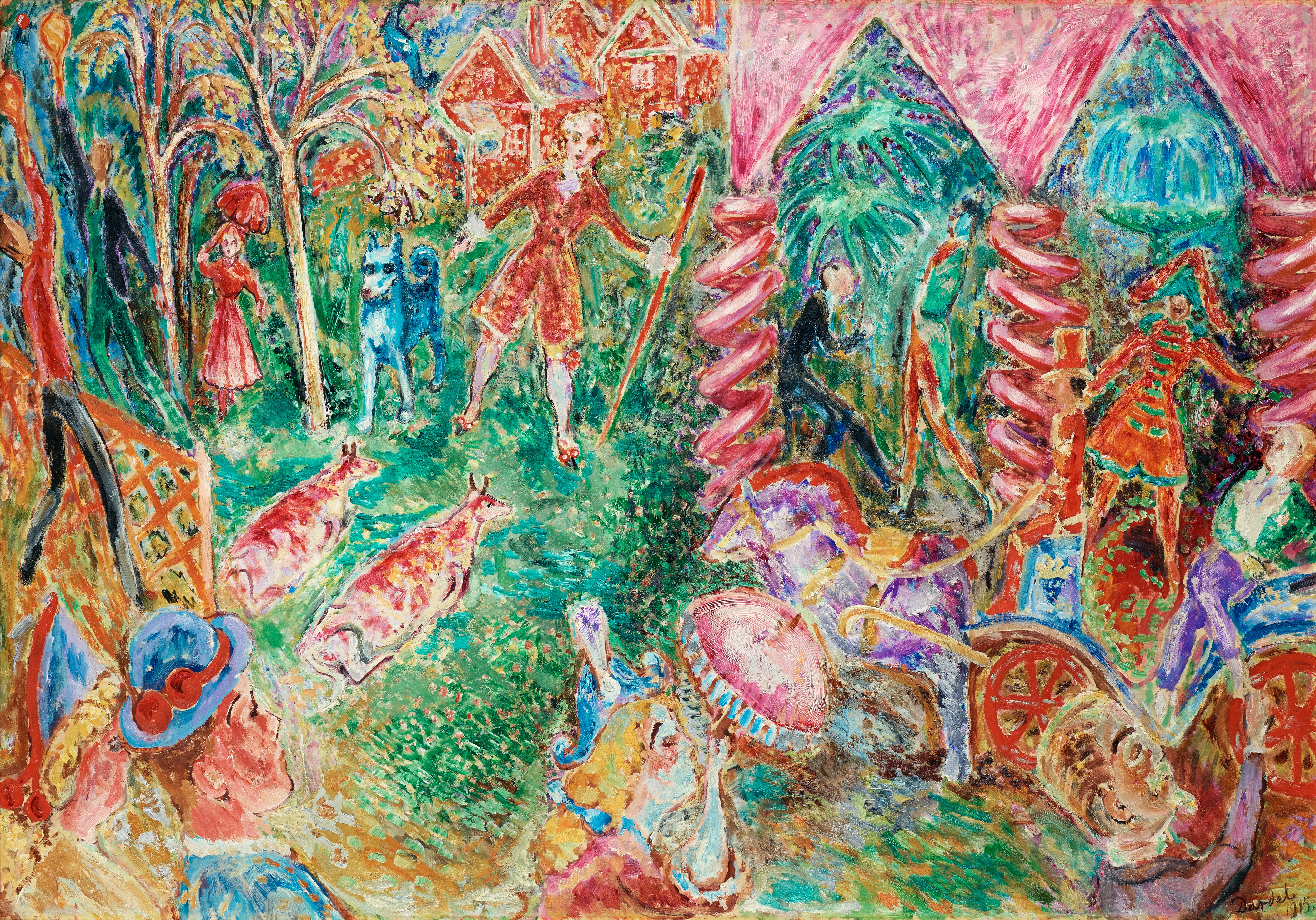
Turisthotellet i Rättvik ,Hotel turístic a Rättvik, 1915
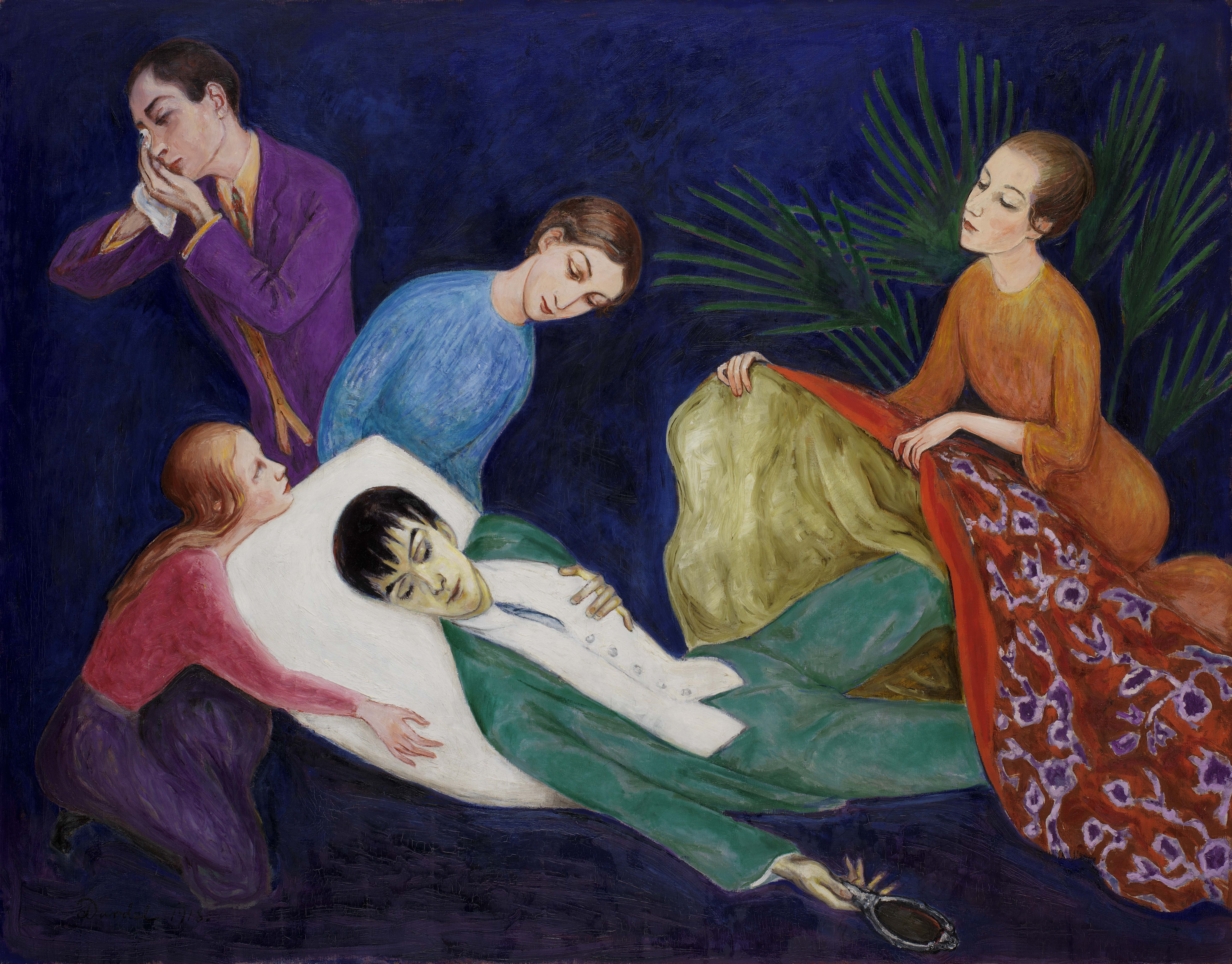
Den döende dandyn ,Dandi morint, 1918
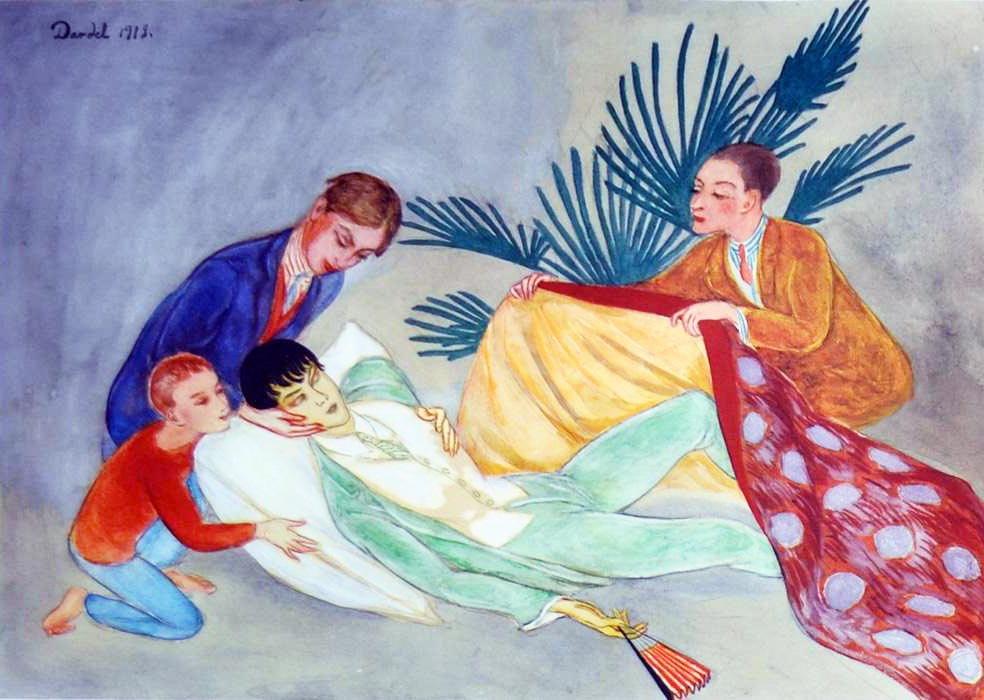
Den döende dandyn, (1a versió) 1918

### 1920s

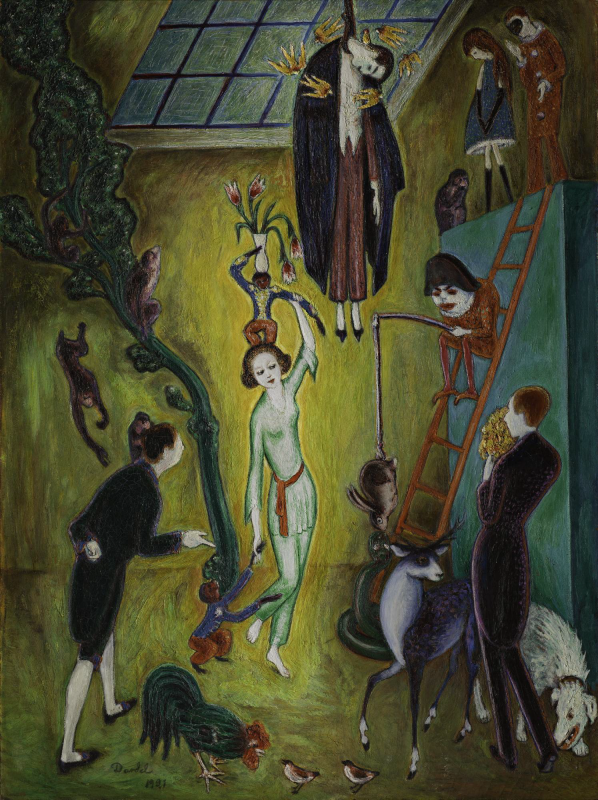
Visit hos excentrisk dam, 1921
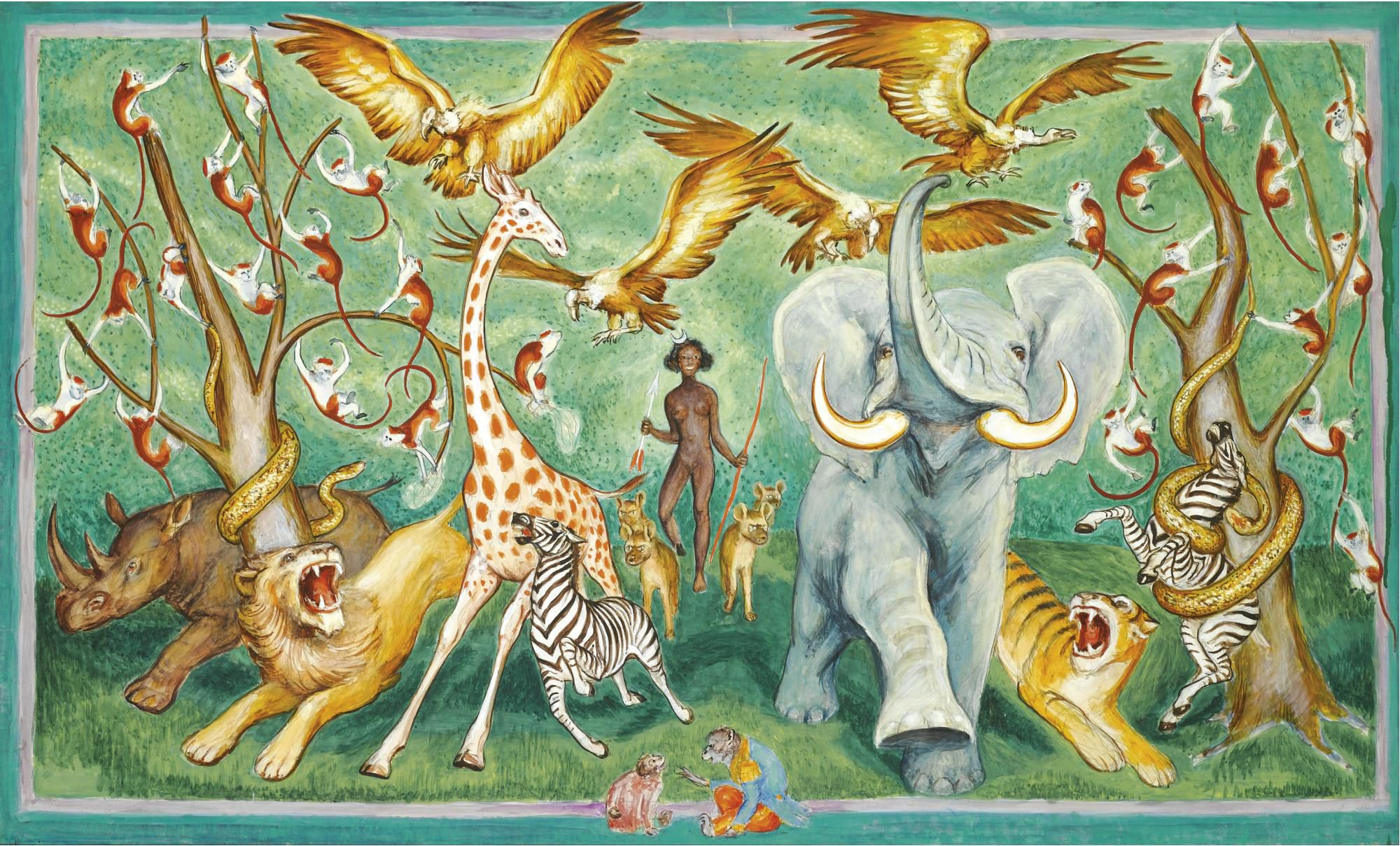
Svarta Diana, Diana negra, 1929
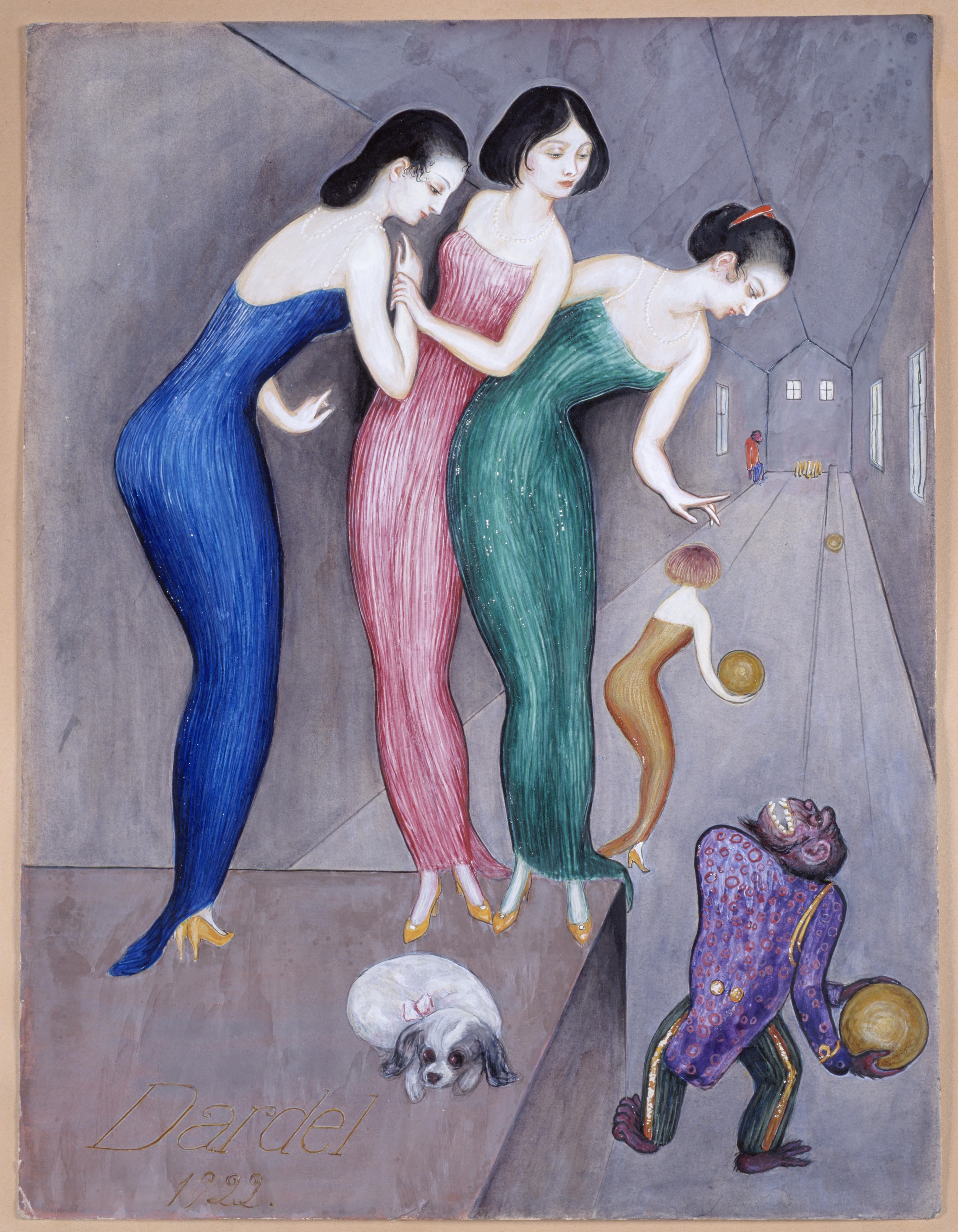
Drömmar och fanstasier, #1 ,Somnis i fantasies, 1922
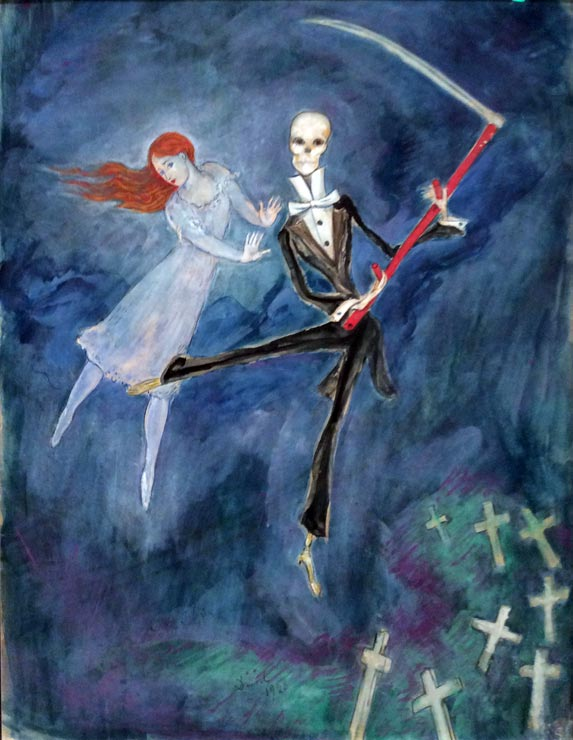
En dans med döden, Un ball amb la mort, 1920
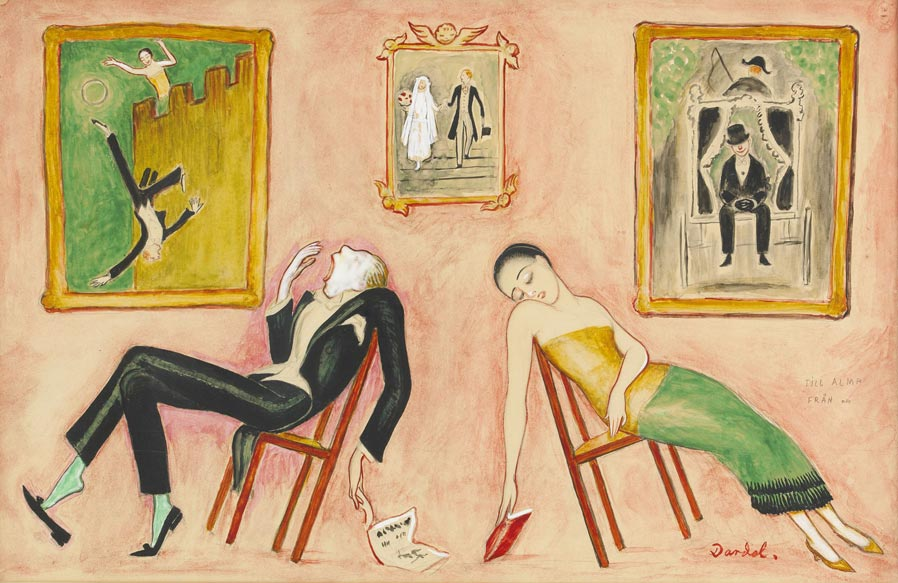
Familjeidyll, Idil·li en la família, 1923

### 1930s

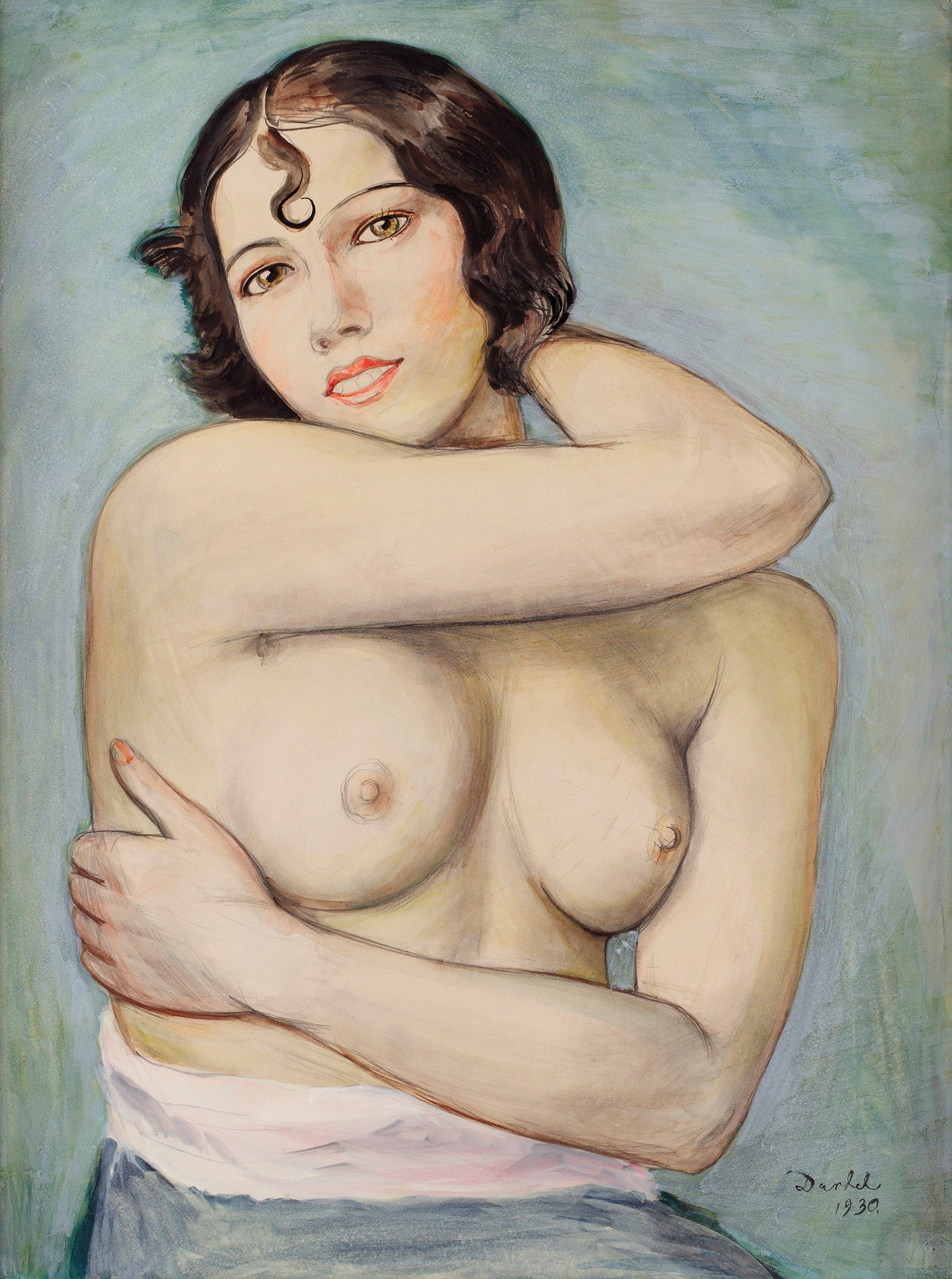
Marthe, 1930
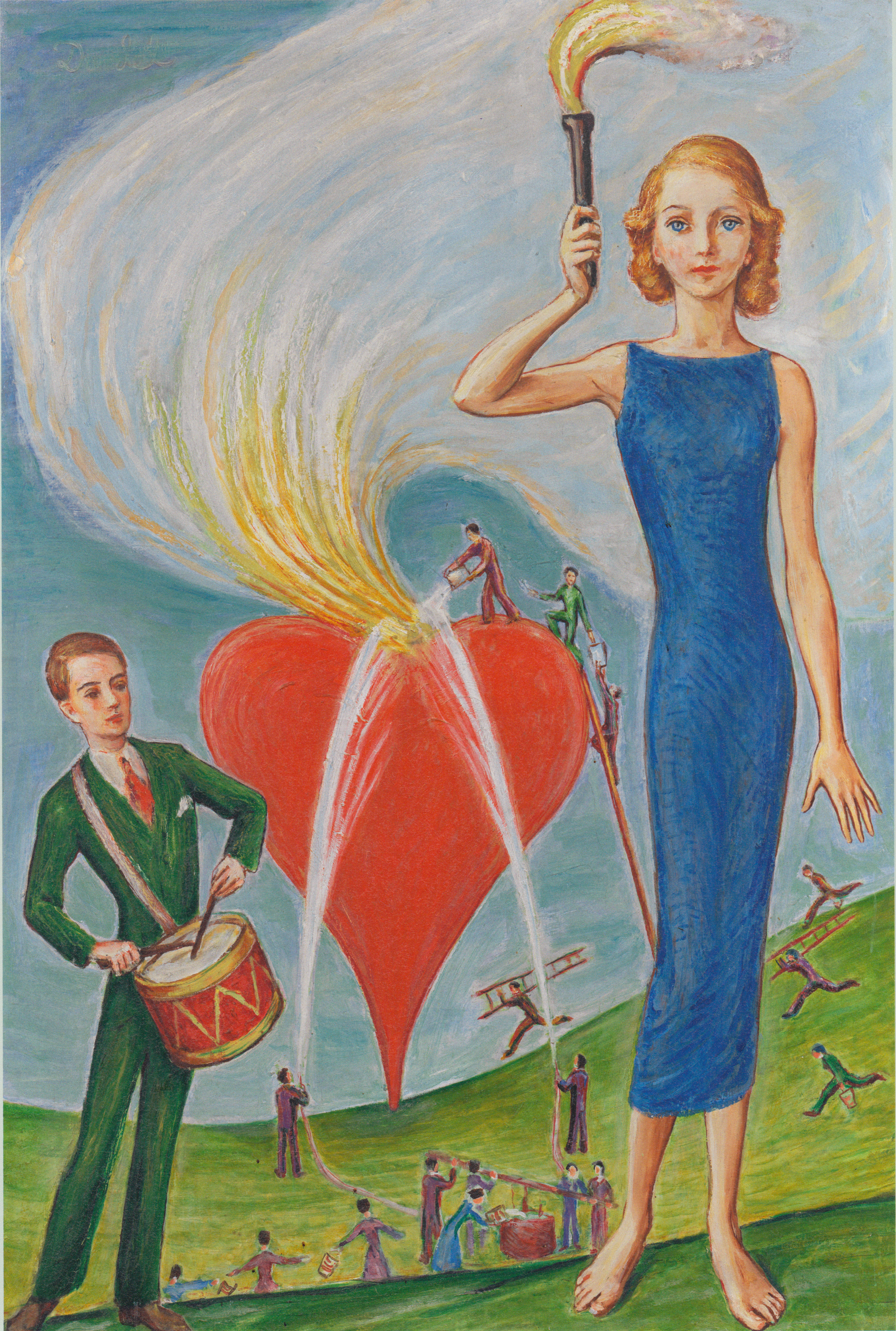
Ett hjärta i brand, Cor en flames, ca. 1930
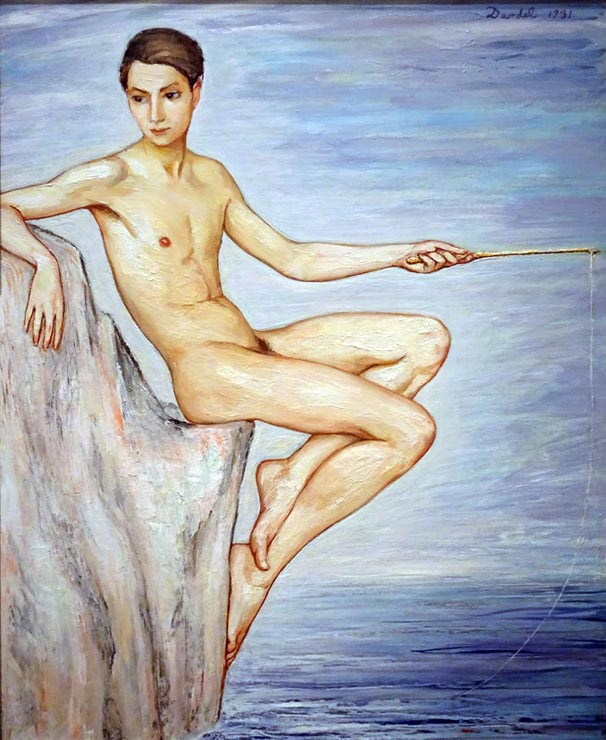
Fiskaren, El pescador, 1931
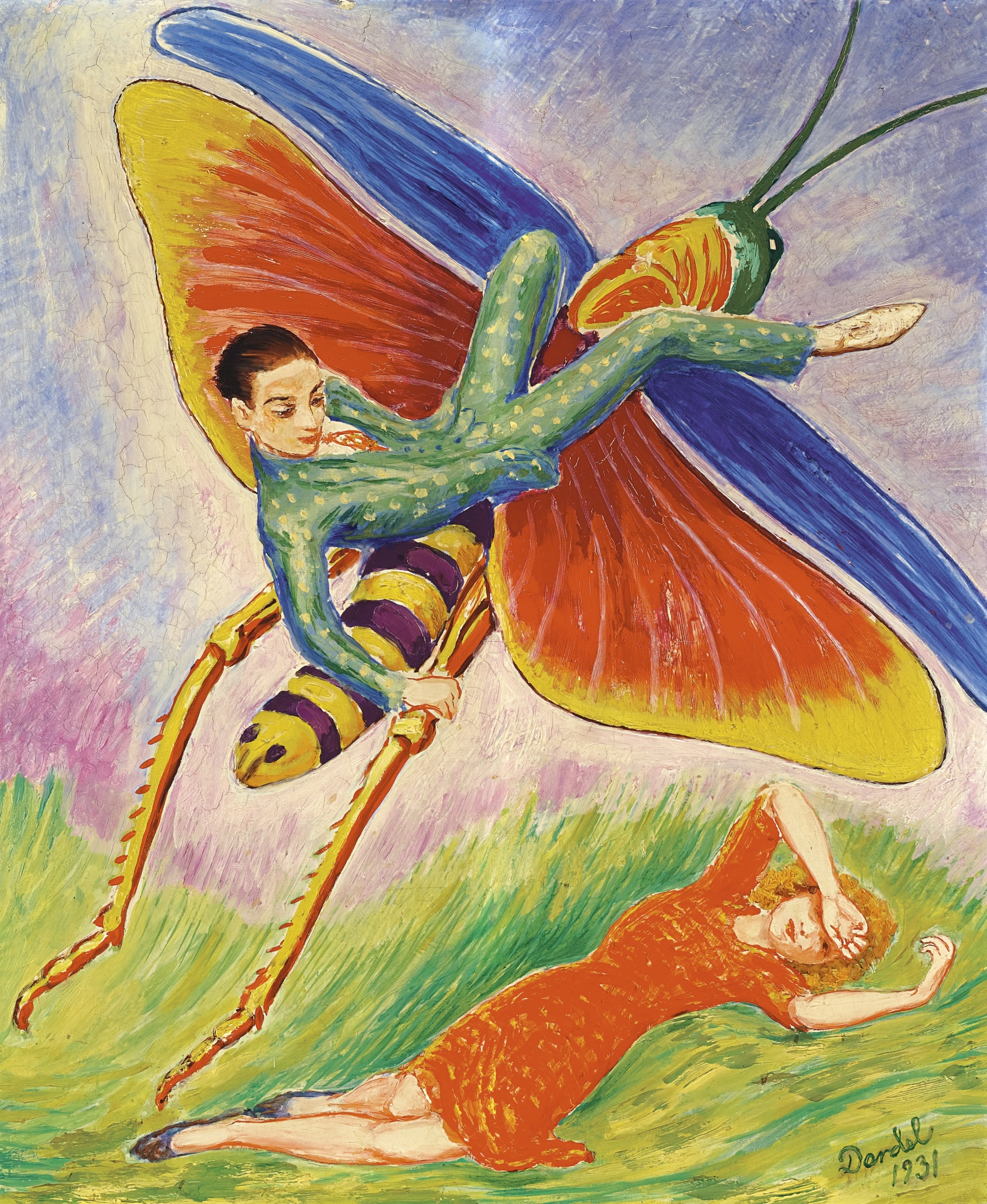
Gräshoppan, La llagosta, 1931
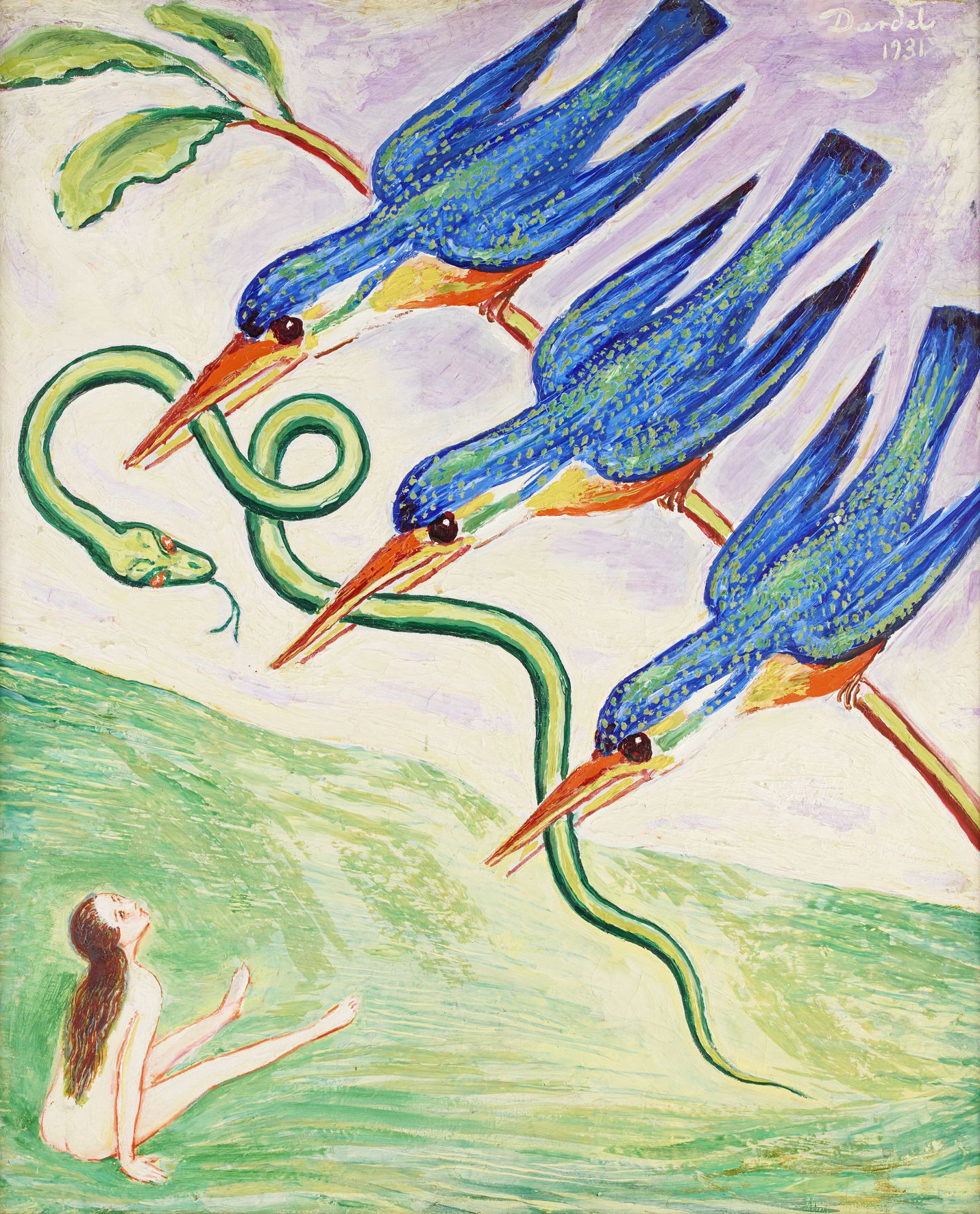
Den bortrövade ormen, ca. 1931
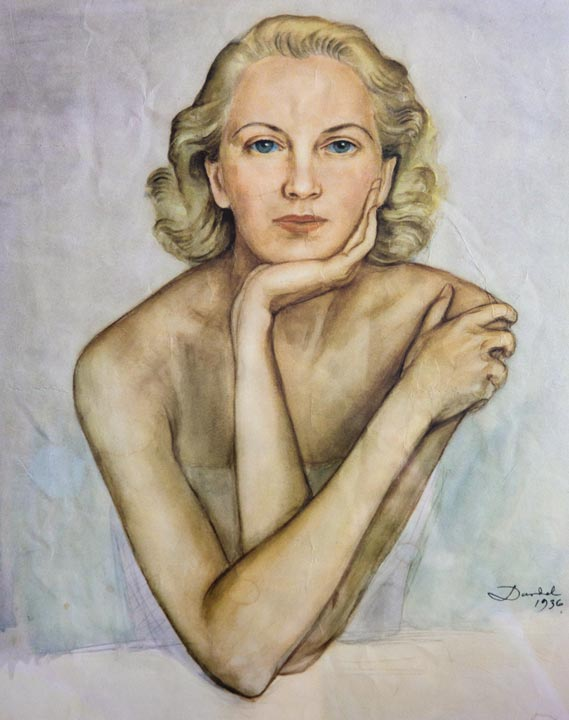
Edita Morris, 1936

### 1940s

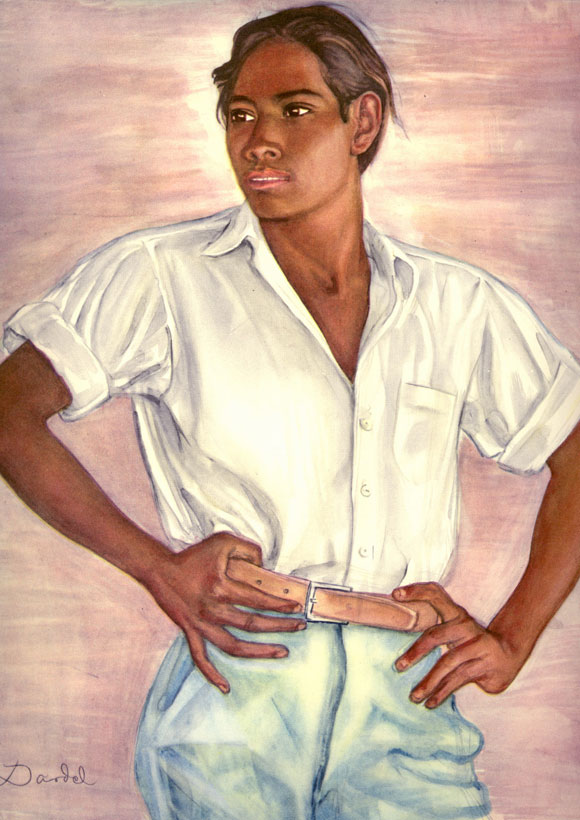
Noi mexicà, ~1940
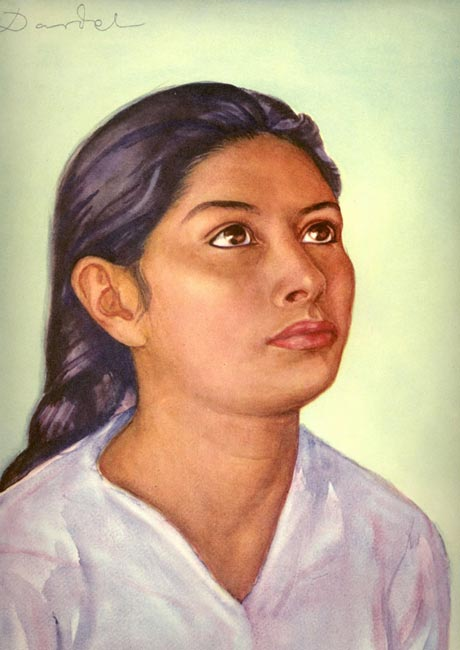
Noia mexicana, ~1940
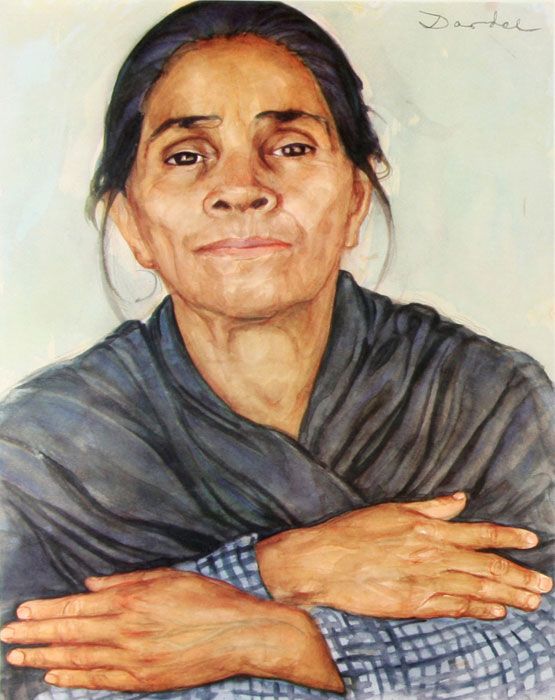
Mexikansk kvinna med korslagda händer, Dona mexicana amb mans encreuades, ~1940
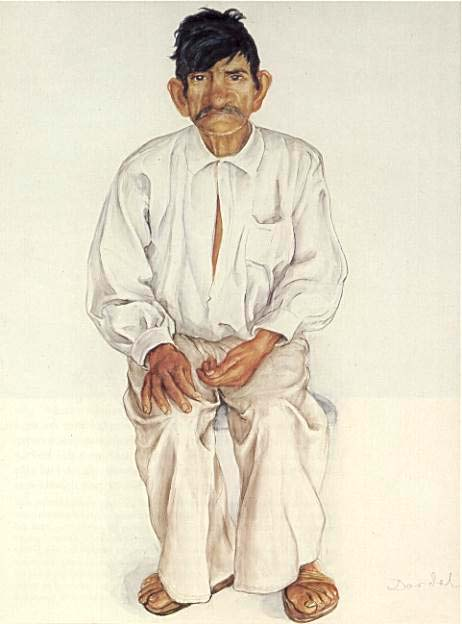
Hustrumördaren, L'esposa assassina, ~1940
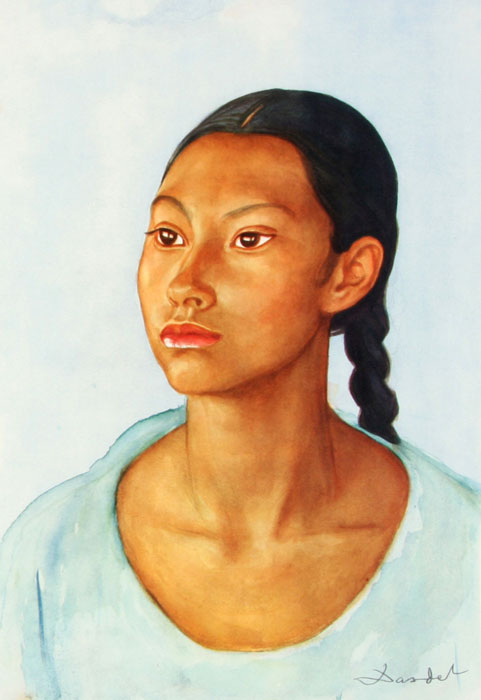
Noia mexicana, ~1940
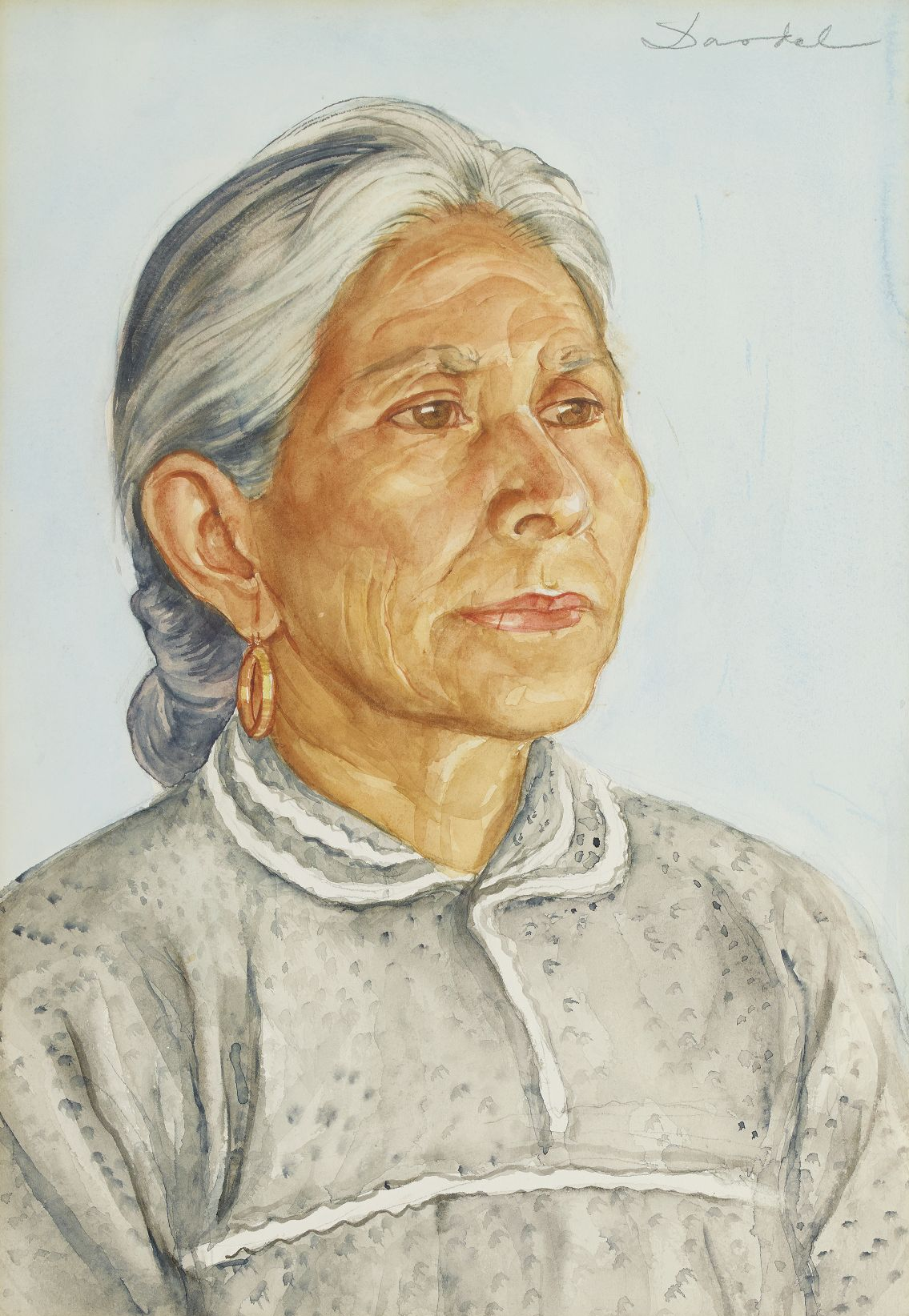
Gammal mexikansk kvinna, Vella mexicana
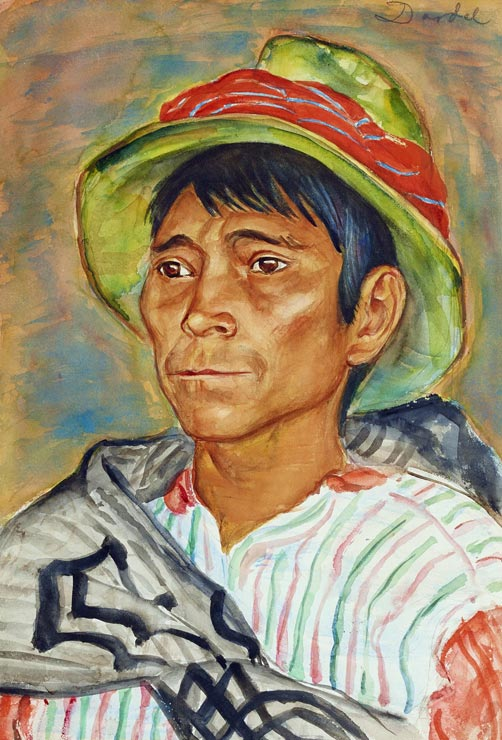
Mexikansk Indian